# Andreas Hadik von Futak

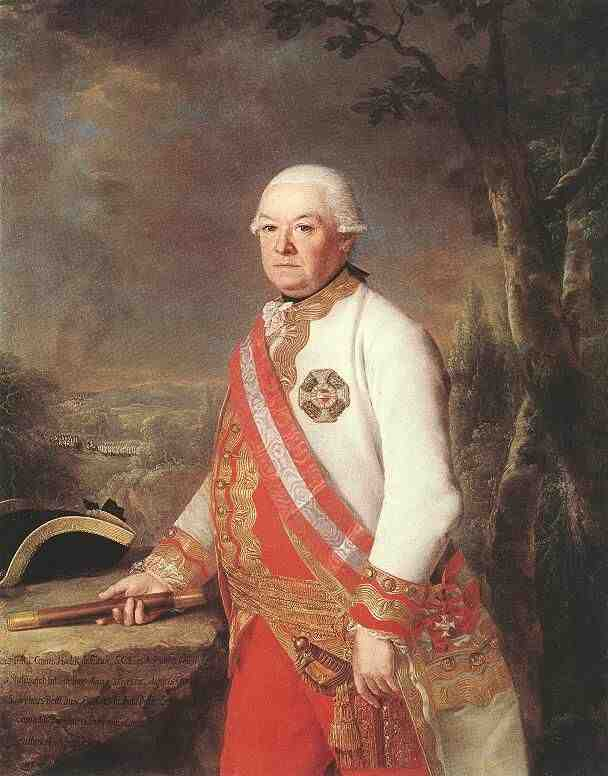
Andreas Hadik von Futak in 1783

Graaf Andreas Hadik von Futak (ook wel András Hadik) (Kőszeg, 16 oktober 1710 – Wenen, 12 maart 1790) was een Hongaars edelman, en veldmaarschalk in het Habsburgse leger. Hij was gouverneur van Zevenburgen van 1764 tot 1767, en kortstondig gouverneur van Galicië en Lodomerië in 1774. Hij is vooral bekend omwille van zijn inname van de stad Berlijn tijdens de Zevenjarige Oorlog.

## Biografie
Andreas Hadik werd in 1710 geboren in een familie uit de lagere adel van het Koninkrijk Hongarije, en had Hongaarse, Slovaakse en Luxemburgse voorouders. Zijn vader, Michaël (Mihály) Hadik, was een cavalerist. Zijn moeder, Franciska Hardy, was van Duitse afkomst. Op zijn twintigste trad Andreas Hadik vrijwillig toe tot het huzarenregiment Ghilányi. Op zijn tweeëntwintigste werd hij officier en vaandeldrager in het huzarenregiment Dessewffy van het Habsburgse leger. Hij vocht in de Poolse Successieoorlog en de Russisch-Turkse Oorlog. In 1738 werd hij bevorderd tot kapitein.

### Militaire successen
Tijdens de Oostenrijkse Successieoorlog vergaarde hij roem door zijn listige optreden tegen de Pruisen bij de stad Neisse. Hij had gebruik gemaakt van verrassingsaanvallen en andere kneepjes uit de ongeschreven wetten van de zogenaamde "slimme oorlogsvoering", waarbij hij steunde op de uitstekende vorming van zijn huzaren. Tijdens de oorlog diende hij onder Karel van Lotharingen, landvoogd der Zuidelijke Nederlanden, en werd hij bevorderd tot luitenant-kolonel. In 1744 werd hij kolonel van zijn eigen huzarenregiment en in 1747, naar het einde van de oorlog toe, werd hij tot generaal benoemd.
Vroeg in de Zevenjarige Oorlog voerde Hadik een van de beroemdste huzarenacties uit de geschiedenis uit: toen de Pruisische koning Frederik de Grote met zijn leger oprukte naar het zuiden, omsingelde Hadik onverwacht de Pruisen met zijn troepen van ongeveer 5.000 manschappen, voornamelijk bestaande uit huzaren en nam zo de stad Berlijn in. De stad werd gespaard tegen betaling van een afkoopsom ter hoogte van 300.000 daalders, die hij onder zijn manschappen verdeelde. Omwille van deze prestatie werd hij tot veldmaarschalk bevorderd. Bovendien kreeg hij het grootkruis in de Militaire Orde van Maria Theresia toegekend.
In 1763 kende Maria Theresia hem de titel van graaf toe en in 1769 kreeg hij de heerlijkheid Futak toebedeeld, het huidige Futog in Servië. In 1777 werd hij rijksgraaf.

### Gouverneur
In 1763 werd Hadik door Maria Theresia tevens aangesteld als gouverneur van Boeda, en in 1764 tot gouverneur van Zevenburgen (zijn voorganger Adolf Nikolaus von Buccow was immers overleden), een ambt dat hij tot 1767 uitoefende. In 1774 werd hij gouverneur van Galicië en Lodomerië.